# Mortal Kombat Mythologies: Sub-Zero
Mortal Kombat Mythologies: Sub-Zero é um jogo eletrônico de ação e aventura de 1997 desenvolvido e publicado pela Midway para PlayStation e Nintendo 64. Um spin-off da franquia Mortal Kombat, é o primeiro título a não ser um jogo de luta competitivo.
Situado antes do jogo original de 1992, os jogadores controlam Bi-Han, o Sub-Zero ancião, durante sua busca para encontrar o amuleto de Shinnok. Também serve como uma prequela de Mortal Kombat 4, lançado no mesmo ano, apresentando personagens e elementos da história que seriam usados no quarto título principal. Mythologies é o último jogo da série a usar atores digitalizados.
O jogo atraiu uma resposta divisiva da crítica, com a versão para PlayStation considerada a superior dos dois lançamentos. Os elogios foram direcionados à transição do gênero de jogo de luta para ação-aventura e as cenas de live-action da versão para PlayStation, mas os controles e o design de nível punitivo receberam críticas negativas.

## História
Em Netherrealm, Sub-Zero localiza Quan Chi, mas este se teleporta, deixando-o cercado pela Irmandade das Sombras. Ele consegue se livrar de todos e segue até uma prisão, onde acabou sendo capturado.
Jogado em uma cela, Sub Zero encontra-se com Scorpion, agora um espectro, que pretende vingar-se do guerreiro Lin Kuei por ter, supostamente, assassinado sua família e clã. Sub-Zero tenta explicar que o culpado fora Quan Chi, mas Scorpion ataca com seus novos poderes, sendo derrotado novamente por Sub-Zero, que escapa da prisão e elimina o guarda que o prendeu.
Sub-Zero encontra a fortaleza de Quan Chi, e dentro derrota suas assassinas pessoais: Kia, Jataaka, e Sareena. Sub-Zero decide poupar a vida de Sareena e segue à Pirâmide de Shinnok.
Encontrando Quan Chi, o feiticeiro diz já ter entregue o amuleto a Shinnok e que Sub-Zero apenas pôde entrar em Netherrealm por conta do mal em sua alma, e oferece um lugar entre os membros da Irmandade. Sub-Zero nega, sendo inesperadamente ajudado por Sareena na luta contra Quan chi, que é da ponte onde lutavam. Sareena, então, diz que quer sair de Netherrealm e ir para onde Sub-Zero quiser. Shinnok mata Sareena, mas Sub-Zero recupera o amuleto e escapa por um portal criado por Raiden.
Sub-Zero entrega o amuleto a Raiden exigindo agradecimentos, mas Raiden diz que ele apenas defez o mal que causou. Sub-Zero pergunta sobre o que Quan Chi disse, e Raiden confirma dizendo que se Sub-Zero morrer agora, Quan Chi e Shinnok terão controle sobre sua alma, mas que ele poderia mudar se quisesse.
Sub-Zero retorna ao clã Lin Kuei, e o Grande Mestre diz que uma pessoa quer vê-lo. Shang Tsung surge, convidando-o para o torneio Mortal Kombat. Sub-Zero aceita, e quando Shang Tsung se vai, o Grande Mestre explica que um cliente muito rico, pagou muito bem para que Sub-Zero mate Shang Tsung. Sub-Zero aceita e se vai.

## Elenco de atores
- John Turk - Sub-Zero
- Sal Divita - Hanzo Sashori Hahashi
- Michael Garvey- Raiden/Grandmaster
- Richard Divizio - Quan Chi/Shang Tsung
- Brian Glynn - Deus da Água/Hulk Monk
- Erica Grace - Jataaka
- Kerri Hoskins - Kia
- Anthony Marquez - Fujin
- Lia Montelongo - Sareena
- Gary Wingert - Shinnok